# Mistrzostwa Europy w Szermierce 2025
Mistrzostwa Europy w Szermierce 2025 – 38. edycja zawodów tego cyklu, która odbyła się w dniach 19-24 czerwca 2025 roku we włoskiej Genui.

## Klasyfikacja medalowa
| Lp. | Państwo                          | złoto | srebro | brąz | Razem |
| --- | -------------------------------- | ----- | ------ | ---- | ----- |
| 1   | Francja                          | 5     | 3      | 1    | 9     |
| 2   | Włochy                           | 3     | 2      | 8    | 13    |
| 3   | Ukraina                          | 2     | 1      | 0    | 3     |
| 4   | Węgry                            | 1     | 1      | 3    | 5     |
| –   | Indywidualni sportowcy neutralni | 1     | 0      | 2    | 3     |
| 5   | Polska                           | 0     | 1      | 1    | 2     |
| 6   | Estonia                          | 0     | 1      | 0    | 1     |
| 6   | Wielka Brytania                  | 0     | 1      | 0    | 1     |
| 6   | Holandia                         | 0     | 1      | 0    | 1     |
| 6   | Szwajcaria                       | 0     | 1      | 0    | 1     |
| 10  | Hiszpania                        | 0     | 0      | 2    | 2     |
| 11  | Niemcy                           | 0     | 0      | 1    | 1     |

## Medaliści

### Mężczyźni
| Złoto             | Srebro         | Brąz                  |
| Floret            |                |                       |
| Guillaume Bianchi | Anas Anane     | Carlos Llavador       |
| Guillaume Bianchi | Anas Anane     | Tommaso Marini        |
| Szpada            |                |                       |
| Roman Swiczkar    | Matteo Galassi | Gergely Siklósi       |
| Roman Swiczkar    | Matteo Galassi | Andrea Santarelli     |
| Szabla            |                |                       |
| Rémi Garrigue     | Áron Szilágyi  | Jean-Philippe Patrice |
| Rémi Garrigue     | Áron Szilágyi  | Frederic Kindler      |

### Mężczyźni drużynowo
| Złoto                                                                 | Srebro                                                               | Brąz                                                                                                   |
| Floret                                                                |                                                                      | |
| Włochy Guillaume Bianchi Alessio Foconi Filippo Macchi Tommaso Marini | Francja Anas Anane Pierre Loisel Maxime Pauty Rafael Savin           | Indywidualni sportowcy neutralni Anton Borodachev Kirill Borodachev Aleksandr Kerik Vladislav Mylnikov |
| Szpada                                                                |                                                                      | |
| Francja Paul Allègre Alexandre Bardenet Gaëtan Billa Luidgi Midelton  | Holandia Rafael Tulen Tristan Tulen David van Nunen Konrad Veenenbos | Włochy Gianpaolo Buzzachino Davide Di Veroli Matteo Galassi Andrea Santarelli                          |
| Szabla                                                                |                                                                      | |
| Węgry Nikolász Iliász András Szatmári Krisztián Rabb Áron Szilágyi    | Włochy Luca Curatoli Michele Gallo Matteo Neri Pietro Torre          | Indywidualni sportowcy neutralni Dmitriy Danilenko Pavel Graudyn Anatoliy Kostenko Kirill Tiuliukov    |

### Kobiety
| Złoto               | Srebro              | Brąz                 |
| Floret              |                     |                      |
| Eva Lacheray        | Carolina Stutchbury | Martina Batini       |
| Eva Lacheray        | Carolina Stutchbury | Flóra Pásztor        |
| Szpada              |                     |                      |
| Aizanat Murtazayeva | Katrina Lehis       | Sara Maria Kowalczyk |
| Aizanat Murtazayeva | Katrina Lehis       | Alberta Santuccio    |
| Szabla              |                     |                      |
| Sarah Noutcha       | Alina Komashchuk    | Sylwia Matuszak      |
| Sarah Noutcha       | Alina Komashchuk    | Sugár Katinka Battai |

### Kobiety drużynowo
| Złoto                                                              | Srebro                                                                   | Brąz                                                                    |
| Floret                                                             |                                                                          |                                                                         |
| Włochy Martina Batini Anna Cristino Arianna Errigo Alice Volpi     | Francja Anita Blaze Eva Lacheray Pauline Ranvier Morgane Patru           | Hiszpania Andrea Breteau María Díaz María Mariño Ariadna Tucker         |
| Szpada                                                             |                                                                          |                                                                         |
| Ukraina Inna Brovko Vlada Kharkova Olena Kryvytska Anna Maksymenko | Szwajcaria Pauline Brunner Angeline Favre Aurore Favre Fiona Hatz        | Włochy Rossella Fiamingo Lucrezia Paulis Giulia Rizzi Alberta Santuccio |
| Szabla                                                             |                                                                          |                                                                         |
| Francja Sara Balzer Faustine Clapier Sarah Noutcha Toscane Tori    | Polska Zuzanna Cieślar Zuzanna Lenkiewicz Sylwia Matuszak Angelika Wątor | Włochy Michela Battiston Chiara Mormile Manuela Spica Mariella Viale    |